# 山川ありそ
山川 ありそ（やまかわ ありそ、1985年7月12日 - ）は、東京都出身の日本の俳優である。G-STAR.PRO所属。また、劇団少年社中の劇団員である。

## 来歴
2005年より早稲田大学演劇研究会出身の劇団「少年社中」に参加する。第16回公演「光の帝国」から正式に入団し、それ以降ほぼ全ての作品に出演。現在はテレビドラマや映画など映像作品でも活躍している。

## 人物
- 趣味は燻製作り、プロレス観戦。
- 特技はラフティング。
- 柴犬を飼っている。

## 出演
- 少年社中
  - リバイバル公演「アトランティス 」（2005年4月13日 - 17日、中野ウエストエンドスタジオ）※少年社中入団前
  - リドル- Liddell -ALICE'S ADVENTURES IN WONDERLAND（2005年10月6日 - 9日、青山円形劇場）※少年社中入団前
  - 「光の帝国」（2006年3月24日 - 28日、青山円形劇場）
  - 「アルカディア」 （2006年8月15日 - 20日、シアタートラム）
  - 「チャンドラ・ワークス-Chandra Works 」（2007年2月7日 - 12日、中野ザ・ポケット）
  - リバイバルvol.2「slow」（2007年5月30日 - 6月3日、中野ザ・ポケット）
  - 「カゴツルベ」（2008年1月9日 - 14日、吉祥寺シアター）
  - 「アルケミスト」（2008年7月16日 - 21日、中野 ザ・ポケット）
  - 「ロミオとジュリエット」 （2009年8月19日 - 23日、あうるすぽっと）
  - 「ファンタスマゴリア」 （2009年10月28日 - 11月1日、座・高円寺）
  - Dead Tech World＃3「機械城奇譚」（2010年2月26日 - 3月7日、劇場MOMO）
  - 「ネバーランド」（2010年6月23日 - 27日、青山円形劇場） 
    - 再演（2014年7月8日 - 15日、青山円形劇場）

  - 「天守物語」（2011年6月3日 - 12日、吉祥寺シアター）
  - 「ハムレットォ」（2012年5月25日 - 31日、池袋あうるすぽっと）
  - 「マモの火星探検記」（2012年8月3日 - 12日、吉祥寺シアター）
    - 再演（2017年8月9日 - 13日、天王洲 銀河劇場／2017年8月19日 - 20日、サンケイホールブリーゼ）

  - 「ラジオスターの悲劇」（2013年5月8日 - 15日、吉祥寺シアター）
  - 「ヒーローズ」（2013年8月8日 - 18日、劇場MOMO）
  - 「好色一代男」（2014年2月4日 - 11日、紀伊國屋ホール）
  - 「リチャードⅢ世」（2015年3月4日 - 12日、あうるすぽっと） - 主演
  - 「旅人食堂」 （2015年7月22日 - 8月2日、劇場MOMO）
  - 「三人どころじゃない吉三」 （2016年7月22日 - 31日、紀伊國屋ホール／2016年8月6日 - 7日、近鉄アート館）
  - 「MAPS」（2018年5月31日 - 6月12日、紀伊國屋ホール／2018年6月22日 - 24日、ABCホール）
  - 「機械城奇譚」（2018年8月30日 - 9月9日、中野ザ・ポケット）
  - 「トゥーランドット 〜廃墟に眠る少年の夢〜」（2019年1月10日 - 20日、サンシャイン劇場／2019年1月24日 - 27日、梅田芸術劇場シアタードラマシティ／2019年1月30日 - 31日、ももちパレス）
  - 朗読劇「リチャードⅢ世」（2020年） - 主演
  - 「DROP」（2021年9月2日 - 12日、紀伊國屋ホール）
  - 「クアンタム-TIMESLIP 黄金丸-」 (2022年8月4日 - 14日、紀伊国屋ホール）※8月4日19時公演と大阪公演全公演は中止
  - 「三人どころじゃない吉三」（2023年6月8日 - 18日、紀伊国屋ホール）
  - 25周年記念第二弾第41回公演「光画楼喜譚」 （2023年9月7日 - 18日、中野ザ・ポケット）
  - 25周年記念第三弾第42回公演「テンペスト」（2024年1月6日 - 21日、サンシャイン劇場／2024年1月25日 - 28日、梅田芸術劇場 シアター・ドラマシティ）
  - 「すいせいむし」（2024年11月15日 - 24日、紀伊国屋ホール／2024年11月28日 - 12月1日、近鉄アート館）
- 少年社中×東映舞台プロジェクト
  - 「パラノイア・サーカス」（2016年2月26日 - 3月6日、サンシャイン劇場）
  - 「ピカレスク◆セブン」（2018年1月6日 - 15日、サンシャイン劇場／2018年1月20日 - 21日、サンケイホールブリーゼ）
- ルドビコ
  - 「花咲ける青少年」 （2010年2月16日 - 27日、草月ホール）
  - 「花咲ける青少年ファイル」（2012年1月13日 - 18日、サンシャイン劇場）
- CLIE
  - 朗読劇「猫と裁判」（2014年6月3日 - 8日、スペース・ゼロ）
  - 「メサイア〜鋼ノ章」（2015年9月2日 - 13日、シアターGロッソ／2015年9月19日 - 21日、新神戸オリエンタル劇場）
- RUP「飛龍伝21 殺戮の秋」（2013年10月5日 - 20日、青山劇場）
- feblabo produce「僕の偉大なるアイザック・ニュートン」（2013年11月13日 - 17日、下北沢駅前劇場）
- TBS「舞台 TAKE FIVE」（2015年5月13日 - 21日、赤坂ACTシアター／2015年5月28日 - 31日、梅田劇術劇場）
  - 「TAKE FIVE 2」（2016年5月4月 - 25日、赤坂ACTシアター）
- キティエンターテイメント「ロボロボ」（2016年1月16日 - 24日、天王洲 銀河劇場）
- キティエンターテインメント×東映 プレゼンツ SHATNER of WONDER #5「破壊ランナー」（2017年4月21日 - 30日、Zeppブルーシアター六本木）
- dopeAdope「Mr.BONANZA」（2017年11月10日 - 14日、新宿サンモールスタジオ）
- ネルケプランニング ミュージカル「陰陽師 〜大江山編〜」（中国本土14都市と東京にて公演）[3]
- ナイスコンプレックス「12人の怒れる男」（2020年7月23日 - 7月27日、博品館劇場）
- クラゲフェスティバル「ロボ・ロボ」（2021年10月9日 - 17日、劇場HOPE）
- オールナイトニッポン55周年記念公演「あの夜を覚えてる」 （2022年3月20日 - 27日、オンライン劇場 ZAより配信）- ミキサー 一ノ瀬尚樹 役
  - オールナイトニッポン55周年記念公演「あの夜で会えたら」 （2023年10月14日 - 15日、東京国際フォーラム ホールA）- ミキサー 一ノ瀬尚樹 役
- 東映ムビ×ステ 舞台「死神遣いの事件帖 -幽明奇譚-」 （2022年6月9日 - 19日、ヒューリックホール東京／2022年6月23日 - 26日、梅田芸術劇場 シアター・ドラマシティ） - 市村蟹造 役
- 恐竜ラボ！ディノ・サバイバル DINO-A-LIVE（2022年 - 2023年）- 博士 役
- 白猫屋企画 演劇イベント〜卯月のふたり〜 短篇芝居「切れない水」 （2024年4月20日 - 21日、ステージカフェ下北沢亭）

## テレビドラマ
- 「相棒18」第7話（2019年11月27日、テレビ朝日）- 榊大地（半グレリーダー）役
- 「BG～身辺警護人～」第1話（2020年6月18日、テレビ朝日）- 須藤保役
- 「天国と地獄～サイコな2人～」第5話（2021年2月14日、TBS）- 回想の男 役
- 「合理的にあり得ない ～探偵・上水流涼子の解明～」第2話（2023年4月24日、カンテレ/CX）- 黒服役
- 「刑事7人」第2話（2023年6月14日、テレビ朝日）- 伊地知 役
- 「ハコビヤ」第1話（2024年1月12日、テレビ東京）- 五十嵐 役
- 「ライオンの隠れ家」第5話（2024年11月8日、TBS）- キャバクラの店長 役

## 映画
- カイジ ファイナルステージ（2020年1月10日公開、佐藤東弥監督）
- MISSING（2022年3月25日公開、後藤庸介監督）※「人生の着替えかた」秋沢建太朗3部作 1作目に上映
- 永遠の1分。（2022年3月4日公開、曽根剛監督）
- 静かなるドン（2023年5月12日公開、山口健人監督）- 尾藤 役
- ナックルガール（2023年11月2日Amazon Prime Videoにて配信開始、チャン監督）- 寿司職人役

## ナレーション
- BSイレブン「かみばな〜日本には八百万の神様がいるのかもしれない」

- 「ひとり飯をみんなで楽しむプロジェクト」×「Yakult」 コラボCM ※『孤独のグルメ』 主人公・井之頭五郎の声を担当[4]